# 박규웅
박규웅(1959년 4월 26일 ~ )은 대한민국의 성우이다. 1986년 KBS 20기로 입사했으며 한국방송 성우극회 소속.

## 주요 출연작품

### 애니메이션
- 우주소년 아톰 (SBS) - 경찰국장
- 무지개 요정 큐티하니 (SBS)
- 은하수비대 (SBS)
- 슬램 덩크 (비디오) - 권준호(2기)

### 영화
- 백 투 더 퓨처 (KBS)
- 보이즈 게임 (KBS) - 롤랜드(메튜 비센트-메코운)
- 슈퍼맨 3 (KBS) - 광부(래리 램) / 소방관
- 토탈 리콜 (SBS)
- 쥬라기 공원 3 (KBS) - 쿠퍼 (존 딜)
- 주성치의 성전강호 (SBS)
- 러시 아워 2 (SBS) - 택시 기사(단위륜)
- 폴리스 스토리 2 (SBS) - 경찰(우마)
- 차이나 스트라이크 포스 (KBS)
- 아트 오브 워 (SBS)
- 소림축구 (KBS) - 악마팀 골키퍼(조화)
- 위대한 유산 (KBS) - 카터(스티븐 스피넬라)
- 쇼생크 탈출 (KBS) - 동료 죄수(래리 브랜던버그) / 간수(주드 치코렐라)
- 화성인 마틴 (KBS) - 뉴스 해설자
- 키핑 더 페이스 (KBS) - 렌(스튜어트 블럼버그)
- 이레이저 (SBS) - 콜데론 요원(닉 친런드)
- 체인 리액션 (SBS)
- 테일러 오브 파나마 (SBS) - 테디 (마틴 페레로)
- 키드 (KBS) - 중년 남자(존 아피셀라)
- LA 컨피덴셜 (KBS) - 맷(사이먼 베이커)
- 미스틱 피자 (SBS)
- 브렌단 & 트루디 (KBS)
- 허리케인 카터 (KBS) - 벨독
- 엘리미네이터 (SBS)
- 다이하드 3 (KBS) - 프레드 쉴러 박사(스티븐 펄먼) / 펠릭스 리틀(존 C. 베네마)
- 웨어 더 머니 이즈 (KBS) - 로이드(로드 맥라클란)
- 성룡의 빅타임 (KBS) - 진비서
- 제리 맥과이어 (KBS) - 중계원(댄 디어도프)
- 사랑의 블랙홀 (KBS) - 정신과 의사(데이빗 파스퀘시)
- E.T. (KBS)
- 상하이 눈 (KBS) -  술꾼(마이클 미첼)
- 스네이크 아이 (KBS) - 포웰(존 허드)
- 페이스 오프 (KBS)
- 프리쳐스 와이프 (KBS)
- 카사블랑카 (KBS)
- 디어 헌터 (KBS)
- 단테스 피크 (SBS)
- 까미유 끌로델 (KBS)
- 댓 싱 유 두 (KBS) - 남자
- 못말리는 서스펙트 (KBS) - 록키
- U-571 (SBS) - 만젤라(에릭 팔라디노)
- 발리우드 할리우드 (KBS) - 바비 (자즈 만)
- 트리플 엑스 (KBS) - NSA 요원(크리스 간)
- 비욘드 랭군 (KBS)
- 엠마 (KBS)
- 볼사리노2 (KBS)
- 내일을 향해 쏴라 (KBS) - 뉴스(티모시 스콧)
- 더티 해리 (KBS)
- OK 목장의 결투 (KBS) - 링고(존 아일랜드) / 모건(드포레스트 켈리)
- 특전대 네이비 씰(SBS) - 라모스(폴 산체스)
- 시스터 액트 (KBS) - 어니(맥스 그로든칙) / 빈스의 변호사(마이클 듀렐) / 기자(로버트 히메네즈)
- 도시의 블루스 (KBS) - 리온 (지니 레이더)
- 스카우트 (KBS)
- 성룡의 홍번구 (SBS)
- 세인트 엘모의 열정 (SBS)
- 위대한 탄생 (KBS)
- 5일의 마중 (KBS) - 덩(펑주)
- 에디 머피의 골든 차일드 (KBS)
- 영 건2 (KBS)
- 이연걸의 보디가드 (KBS) - 암살범(추조룡)
- 인비저블 서커스 (KBS) - 잭
- 퀵 앤 데드(KBS) - 케리(토빈 벨) / 인디언 총잡이(조노든 길)
- 어쌔신(KBS) - 경찰(존 하암스)
- 마틴 기어의 귀향(SBS) - 니콜라(장-클로드 페렝)
- 엑시스텐즈 (KBS) - 카를로(캘럼 키스 레니)
- 쾌찬차(KBS) - 아표의 아버지(장충) / 몬데일(호세 산초)
- 오복성 (KBS) - 절도범(황화)
- 코 끝에 걸린 사나이(SBS) - 강도(레이프 리델)
- 007 썬더볼 작전(KBS) - 스펙터 5호(필립 스톤)
- 소림오조 (SBS) - 대인(왕용위)
- 애니 홀 (KBS) - 제리(존 글러버)
- 아수라(SBS) - 여왕의 부하(맥위장)
- 도학위룡 3 (SBS) - 과장(진흔건)
- 하이 눈 (KBS) - 쟈니(랄프 리드) / 교회 남성(존 듀스티)
- 대부 2 (KBS) - 바텐더(닉 디쉔자)

### 외화
- 칠협오의 (SBS)
- 닥터 후 (KBS)
- 위기의 주부들 (KBS)
- 삼국지 (KBS) - 유장
- 초한지 (KBS) - 순우월